# عز الدين القلق
عز الدين القلق ،ممثل منظمة التحرير الفلسطينية في باريس. اغتيل في باريس في 3 أغسطس 1978.

## عنه
ولد القلق في مدينة حيفا، فلسطين المحتلة في 1936، وقد أطلقت عليه أسرته اسم عز الدين تيمناً بالبطل القومي العربي الشيخ عز الدين القسام. عائلته هاجرت بعد النكبة عام 1948 إلى دمشق، حيث تلقى تعليمه الإعدادي والثانوي في مدارسها، ثم تابع تعليمه العالي في جامعة دمشق، فحصل على الإجازة في الرياضيات والفيزياء والكيمياء عام 1963 م. تعاطف في شبابه مع الحركة الشيوعية مما قاده إلى السجون حيث قضى عامين من 1959 إلى 1961. نال شهادة الإجازة في الكيمياء من جامعة دمشق عام 1964، وفي العام نفسه سافر إلى مدينة بواتييه الفرنسية حيث التحق بجامعتها ونال فيها شهادة الدكتوراه في الكيمياء. انضم في أثناء دراسته في حركة فتح، وناضل في صفوفها وقد انتخب رئيساً لاتحاد طلبة فلسطين في فرنسا من 1969 إلى 1970 وهي الفترة التي كان فيها التعاطف اليساري مع الثورة الفلسطينية قد أخذ يتبلور ويتعمق في الأوساط الفرنسية.
عمل بعد تخرجه مدرساً لمادتي الكيمياء والفيزياء في ثانوية اليمامة للبنين في مدينة الرياض لمدة سنتين، ثم سافر إلى فرنسا لمتابعة دراسته العليا، فنال شهادة الدكتوراه في الكيمياء الفيزيائية من جامعة بواتيي سنة 1969. على الرغم من جهوده للتحصيل العلمي فإنه شارك بدور فعال في النشاط الوطني والسياسي الفلسطيني، بما كان يقيم من ندوات ويلقي من محاضرات شارحاً القضية الفلسطينية في المدن الفرنسية العديدة، انتخب عز الدين القلق رئيساً لاتحاد طلبة فلسطين في فرنسا سنة 1969م.
تعاون مع ممثل منظمة التحرير الفلسطينية في باريس الشهيد محمود الهمشري، وبعد اغتيال الهمشري عين القلق ممثلاً لمنظمة التحرير الفلسطينية في فرنسا في 1/9/1973 م. عمل عز الدين في جو سياسي صعب بالمضايقات الصهيونية، إلا أنه استطاع بنشاطه المتواصل إقامة أقوى العلاقات بين المنظمة والأحزاب والقوى الفرنسية، شارك في مؤتمرات كثيرة في أوروبا وأفريقيا والولايات المتحدة الأمريكية، كان من أهمها مؤتمر اتحاد البرلمانيين الدولي في مدريد، الذي قابل خلاله مع الوفد الفلسطيني ملك إسبانيا خوان كارلوس، وأثمرت المقابلة الموافقة الإسبانية بإقامة مكتب لمنظمة التحرير في مدريد.
عمل القلق على إبراز الوجه الحضاري للشعب الفلسطيني، فأخذ يجمع البطاقات البريدية التي كانت ترسل منذ مطلع القرن العشرين من فلسطين، وتحمل اسم فلسطين العربية وتصور تراثها. قام بتأسيس قسم للسينما الفلسطينية في مكتب المنظمة بباريس، واستقطب مجموعة من الشباب السينمائيين الفرنسيين.

## من مؤلفاته
له عناية خاصة بالأدب وهو عضو رابطة (وحي القلم) نشر مجموعة من قصصه عام 1956م في الصحف السورية (النقاد، الرأي العام، الطليعة) وكان له نشاط فكري وسياسي لمدة ثلاث سنوات كان من نتيجته أن زج به (1959-1961) في سجون دمشق. صدر للقلق بعد استشهاده مجموعة قصصية ومجموعتان فنيتان من الملصقات الثورية الفلسطينية ومن البطاقات البريدية القديمة عن فلسطين.
- شهداء بلا تماثيل (قصص)، 1980.
- فلسطين عبر البطاقات البريدية (مجموعة الشهيد عز الدين القلق)، عكا، دار الأسوار.
- الملصق الفلسطيني، مجموعة الشهيد عز الدين القلق، بيروت، منشورات فجر، 1979.

## عمله
بعد اغتيال المناضل محمود الهمشري عام 1973 على أيدي المخابرات الإسرائيلية في باريس أصبح عز الدين القلق المندوب غير الرسمي لمنظمة التحرير الفلسطينية في فرنسا. في عام 1975 منحت الحكومة الفرنسية م.ت.ف حركة فتح مكتب إعلامي في باريس فتم تكريس عز الدين القلق مديراً رسمياً له. وقد شغل عز الدين القلق هذا المنصب بجدية وانفتاح وتمكن من بناء شبكة واسعة من العلاقات مع كافة الحركات السياسية الفرنسية كما تمكن من كسب بعض القطاعات اليهودية المعادية للصهيونية إلى جانب الثورة الفلسطينية وعلى الأخص بين المثقفين والفنانين. تميزت شخصية عز الدين القلق بسعة الثقافة وبقوة الإقناع وبالتزامة القوي بالمواقف الرسمية لمنظمة التحرير الفلسطينية.

## اغتياله
اغتيل القلق خلال تواجده في باريس في 3 أغسطس 1978 على يد مجموعة تابعة لحركة فتح/المجلس الثوري التي كان يقودها صبري البنا (أبو نضال)، الذين تصفهم مصادر منظمة التحرير الرسمية بالعملاء: فيما تشير مصادر أخرى إلى وقوف المخابرات الإسرائيلية وراء اغتياله.